# مخيطاوات
المخيطاوات أو السبستاناوات (الاسم العلمي: Cordioideae) هي أسرة من النباتات تتبع فصيلة الحمحمية من طبقة النجمياوايات.

## أجناس
- المخيط